# 引っ越しをするよ!
『引っ越しをするよ!』（ひっこしをするよ）は、森口博子の4枚目のスタジオ・アルバム。1992年9月16日にキングレコードから発売された。

## 解説
- 打ち込みをベースに[2]、森口が司会を務めた『夢がMORI MORI』のテーマソングである「夢がMORI MORI」のほか、全11曲が収録されたアルバムである。

## 批評
| 専門評論家によるレビュー | 専門評論家によるレビュー |
| レビュー・スコア         | レビュー・スコア         |
| 出典                     | 評価                     |
| ------------------------ | ------------------------ |
| CDジャーナル             | 肯定的                   |

CDジャーナルは、「アイドル全盛期の80年代ポップス感覚を取り込んでるアルバム。ラップもやってるけど、これはボロボロ。でも不快感を感じさせないってのはTVの世界そのまんま。」と肯定的に評価している。

## 収録曲
| #         | タイトル                           | 作詞       | 作曲       | 編曲      | 時間  |
| --------- | ---------------------------------- | ---------- | ---------- | --------- | ----- |
| 1.        | 「Um…こまった」                    | 小林まさみ | 斉藤英夫   | 斉藤英夫  | 4:41  |
| 2.        | 「もしも世界が終るなら」           | 小林まさみ | 斉藤英夫   | 斉藤英夫  | 4:11  |
| 3.        | 「手をつないでイタリアへ行こうね」 | 手塚千鶴   | 直枝政太郎 | 本間昭光  | 4:06  |
| 4.        | 「引っ越しをするよ」               | 西脇唯     | 西脇唯     | 本間昭光  | 4:33  |
| 5.        | 「日曜のパジャマ」                 | 柚木美祐   | 立花瞳     | 本間昭光  | 4:12  |
| 6.        | 「あなたを追い越した」             | 只野菜摘   | 直枝政太郎 | 渡辺格    | 4:56  |
| 7.        | 「まあいっか、でもね…」            | 手塚千鶴   | 斉藤英夫   | 斉藤英夫  | 4:58  |
| 8.        | 「I'll NEVER KISS YOU AGAIN」      | 戸沢暢美   | 羽田一郎   | 渡辺格    | 4:35  |
| 9.        | 「bad bad girlになれたら」         | 覚和歌子   | 尾関昌也   | 渡辺格    | 4:45  |
| 10.       | 「なんとかするわ」                 | 芹沢類     | 羽田一郎   | 渡辺格    | 4:00  |
| 11.       | 「夢がMORI MORI」                  | 秋元康     | 松本俊明   | 樫原伸彦  | 4:12  |
| 合計時間: | 合計時間:                          | 合計時間:  | 合計時間:  | 合計時間: | 49:09 |

## 楽曲解説
1. Um…こまった
2. もしも世界が終るなら
3. 手をつないでイタリアへ行こうね
4. 引っ越しをするよ
5. 日曜のパジャマ
6. あなたを追い越した
7. まあいっか、でもね…
8. I'll NEVER KISS YOU AGAIN
9. bad bad girlになれたら
10. なんとかするわ
11. 夢がMORI MORI
  - フジテレビ系『夢がMORI MORI』オープニングテーマ

## 参加ミュージシャン
| Um…こまった - Arr･Programming：斉藤英夫 もしも世界が終るなら - Arr･Programming：斉藤英夫 手をつないでイタリアへ行こうね - OP：飯田高広 - Gt：浅野祥之 - Bass：宗秀治 - Sax：竹上“SUNE男”良成 - Cho：Takashi Yamazaki 引っ越しをするよ - OP：飯田高広 - Gt：中川雅也 - Bass：宗秀治 - Cho：木戸やすひろ, 比山貴咏史 日曜のパジャマ - OP：飯田高広 - Gt：渡辺格 - Bass：宗秀治 - Cho：木戸やすひろ, 広谷順子, 比山貴咏史 | あなたを追い越した - OP：安倍均 - Sax：山本一 まあいっか、でもね… - Arr･Programming：斉藤英夫 I'll NEVER KISS YOU AGAIN - OP：遠山淳 - Bass：亀田誠治 - Sax：山本一 bad bad girlになれたら - OP：安倍均 - Bass：亀田誠治 - Key：大平勉 - Cho：木戸やすひろ, 広谷順子, 比山貴咏史 なんとかするわ - OP：遠山淳 - Cho：木戸やすひろ, 広谷順子, 比山貴咏史 夢がMORI MORI - OP：高橋章 - Gt：高村周作 - Cho：佐藤有香, 樫原伸彦 |